# Erik Tommesson
Erik Tommesson var en svensk guldsmed, verksam i Stockholm i början av 1600-talet.
Tommesson var enligt Karl IX:s öppna brev från 1604 den enda guldsmeden som fick bo i Norrmalms förstad. I samband med Karl IX kröning utförde han 1607 en större mängd arbeten för hovet och 1611 var han en av de tolv guldsmeder som utförde graveringen av dennes begravningsrustning som återfinns i Strängnäs domkyrka. Tommesson graverade bland annat ländstycket som han fyllde med avbildningar av människofigurer och vapendekorer. 